# ГЕС Beauharnois
ГЕС Beauharnois — гідроелектростанція у канадській провінції Квебек. Разом з ГЕС Les Cèdres використовує гідроенергетичний потенціал ділянки порогів на річці Святого Лаврентія (дренує Великі озера) безпосередньо вище від Монреалю.
На відтинку між озерами Saint Francis та Saint-Louis річка проходить через три пороги –  Coteau, Les Cedres та Cascades. У кінці 1920-х розпочали проєкт каналу Beauharnois, котрий мав забезпечити як виробітку електроенергії, так і навігацію в обхід всієї порожистої ділянки. До 1932-го на правобережжі проклали трасу довжиною 24,5 км та шириною близько 1 км, яка дозволяла пропустити більшу частину з того об'єму, що прямує по річці Святого Лаврентія. При цьому відпуск води у природне річище з 1941 року регулюються чотирма греблями Coteau-1, -2, -3 та -4 висотою від 8 до 12,5 м. Три з них загальною довжиною 2013 метрів виконані як бетонні гравітаційні споруди, тоді як найдовша Coteau-4 довжиною 1247 метрів є земляною.
З 1932 по 1961 роки у спорудженому поперек каналу машинному залі стали до ладу 36 гідроагрегатів. Перші дві черги (14 та 12 агрегатів відповідно) використовували турбіни типу Френсіс, тоді як третя (10 агрегатів) отримала пропелерні (helice) турбіни. Станом на другу половину 2010-х загальна потужність цього обладнання, котре використовує напір у 24,4 метра, становила 1900 МВт. За рік воно виробляє 11,7 млрд кВт·год електроенергії.
Видача продукції відбувається по ЛЕП, розрахованій на роботу під напругою 120 кВ.
Ліворуч від машинного залу облаштовано судноплавний шлюз.
Можливо також відзначити, що вище по течії річки Святого Лаврентія працює ГЕС R. H. Saunders/St. Lawrence-FDR подібної потужності, продукція якої, втім, ділиться між Канадою та США.